# The Swimmer
The Swimmer é um filme estadunidense de 1968, do gênero drama, dirigido por Frank Perry e Sydney Pollack.
O roteiro foi baseado no conto homônimo de John Cheever, adaptado por Eleanor Perry, esposa do diretor Frank Perry. Com locações em Westport no verão de 1966, o filme foi lançado dois anos após seu término. Sydney Pollack dirigiu após Perry abandonar a direção, antes do final.

## Sinopse
Num lindo dia de verão em Connecticut, Ned Merrill, um homem de meia-idade, decide entrar sem avisar numa piscina de vizinhos amigos seus. Eles o recebem calorosamente, parecendo que não se viam havia tempos. Eles contam a Ned que mais dois vizinhos construíram piscinas.
Ned percebe que todo o caminho até a sua casa está agora com piscinas, e resolve ir "nadando" até ela, de piscina em piscina. Mas à medida que ele vai invadindo as piscinas, os proprietários se tornam cada vez menos amigáveis e, até o fim da jornada, o dia de sol se encerrará com uma pavorosa tempestade.

## Elenco principal
- Burt Lancaster .... Ned Merrill
- Janet Landgard .... Julie Ann Hooper
- Janice Rule .... Shirley Abbott
- Tony Bickley .... Donald Westerhazy
- Marge Champion .... Peggy Forsburgh
- Nancy Cushman .... senhora Halloran (nudista)
- Bill Fiore .... Howie Hunsacker